# 瀨能梓
瀨能梓（日语：／ Senō Azusa，1973年4月3日—），日本女歌手、演員。出身於神奈川縣厚木市。神奈川縣立厚木北高等學校中退。暱稱。身高156cm。B型血。

## 簡歷
- 1989年：於綜藝節目《Paradise GoGo!!（日语：パラダイスGoGo!!）》（富士電視台）作為乙女塾（日语：乙女塾）2期生出道。偶像組合CoCo[4]成立。
- 1991年：9月，首張個人名義單曲《已不再哭泣》發行。
- 1992年：5月17日，於日本武道館宣布正式從CoCo退團就此單飛[4]。
- 1995年：6月，退出演藝界。
- 1996年：與職棒球隊橫濱海灣之星選手石井琢朗結婚。
- 2000年：與石井琢朗離婚。
- 2003年：以「AZU」名義在網路販售CD。
- 2004年：寫真集發行。

## 來歷
瀨能梓是乙女塾和CoCo前成員。從富士電視台的《Paradise GoGo!!》開始發掘新偶像以取代小貓俱樂部。成為CoCo的一員。
從以前就很喜歡唱歌，甚至在卡拉OK時，她也邊旋轉小節邊唱演歌，展現了她不只是「喜歡唱歌的女孩子」的才華。《Paradise GoGo!!》時代開始，其歌唱實力就已經被買下，說是「工藤靜香接班人」。作為CoCo的成員與工藤一起被編入Production尾木。
憑藉實力在CoCo擔當獨唱部分後，推出了自己的單人CD出道。1992年，在日本武道館公開演出後從CoCo獨立單飛。其才能得到高見澤俊彥（THE ALFEE）的認可，因此在她的第二張專輯《HORIZON》有很多曲目的作曲大部分由高見澤擔任。本人也想丟掉偶像包袱重新開始，但到最後有很多粉絲並沒有停止像CoCo時代一樣對待她（現場表演時打招呼，唱民謠時拍手等等）。
1993年5月，日本媒體報導了她正與X JAPAN成員TOSHI交往。
之後與職棒選手石井琢朗訂婚後退出演藝界。但在2000年離婚，也未生子。
2003年，以「AZU」名義參加g-crew的現場演唱。在那裡表演的歌曲將只在網上銷售（僅限郵購。目前已停產）。
2004年，突然在《週刊Playboy》的凹版中回歸，並發行凹版照片使用的半裸寫真集。之後就沒有類似的活動，近況不明。

## 人物、逸事、瑣事
- 喜歡的歌手有搖滾樂團PRINCESS PRINCESS與今井美樹、山口百惠、森川美穗、濱田麻里（日语：浜田麻里）。
- 對汽車的種類非常了解，經常在她常駐的廣播節目中談輪。
- 職業摔角迷，喜歡的選手是長與千種（日语：長与千種）。
- 中學時期有一次半夜醒來發現小偷站著她旁邊。沒有造成任何傷害，但之後大約兩個月無法入睡，身體消瘦，體重不到40公斤。
- 小時候，她穿著裙子和朋友玩耍，一個喝醉了的老人走近她說：「讓我（裙子下面）看一分鐘」，她說她很害怕[5]。
- 她總是抱怨自己的廣播節目經常被現場職業棒球轉播打斷。當播出時間改變時，她鬆了一口氣說「這個時間沒有棒球比賽」[6]。
- 具有很高的歌唱能力，負責許多激動人心的部分和歌曲副歌的獨奏部分。後來，其歌唱實力被買下，這是她從CoCo獨立單飛的原因。
- CoCo時期，基本上都是擔任中間位置，就連CD封套的照片也是一樣中間的位置。因此，「CoCo的王牌是瀨能梓」的形象相當強烈。
- 關於從CoCo退團，後來她說：[哪裡？]「說實話，我從來沒有想過我會離開CoCo，所以對我來說很驚訝。然而3年過去了，我們的成長超出了想像，也到了所有成員都在隱約思考自己未來的時候…。好吧，我有機會，所以讓我們盡力而為吧。但事實上，我根本沒有真正的感覺」。
- 還有一種說法是，她得到藝能經紀公司Burning Production所屬製作人平野昌一（日语：平野昌一）的建議和推薦會從CoCo單飛[7]。
- CoCo退團之後，她上日本電視台綜藝節目《HYU2（日语：ヒューヒュー）》接受質問（該節目有在來賓的桌上放置測謊器，面對所有的質問，測謊器的設定一開始都設定「否」）說「老實說從CoCo退出之後，好像從責任中解脫了」時，測謊器對她說的這句話有反應。但又說「我不適合團體生活」時，測謊器卻對她說的這句話沒有反應。
- 首次個人巡迴演唱會，三浦理惠子的個人演出在所有場館的夜間演出前的白天進行，而CoCo的演出則在前一天或後一天舉行，門票以套票形式出售。包括該圖案的錄影帶也以三套一組的形式出售。
- 單飛後，作為來嘉賓在CoCo常駐演出的NHK BS2綜藝節目《Idol on Stage（日语：アイドルオンステージ）》上五個人一起演唱歌曲。此外，包括CoCo的最後一場演唱會在內，她在退團之後也有兩次跳入表演。
- CoCo的成員三浦理惠子是唯一跟她同屆的同學，所以特別親密，經常在外景[哪個／哪些？]和節目[哪個／哪些？]一起合作。
- CoCo的成員羽田惠理香談到瀨能梓，說是「說話像個老太太的孩子」[哪裡？]。

## 音樂作品

### 單曲
| 枚數 | 發行日期       | 單曲名稱（日文原名）       | 收錄曲 | 備註                                                      |
| ---- | -------------- | -------------------------- | --- | --------------------------------------------------------- |
| 1st  | 1991年9月4日   | 已不再哭泣（もう泣かないで）             | 1. - 作詞：三浦德子，作曲：羽田一郎，編曲：佐藤準 2. - 作詞：森本抄夜子，作曲：都志見隆，編曲：船山基紀                            | - 已不再哭泣 富士電視台電視動畫《亂馬½ 熱鬥篇》片頭主題曲 |
| 2nd  | 1992年1月15日  |                            | 1. - 作詞：三浦德子，作曲：羽田一郎，編曲：船山基紀 2. - 作詞：森本抄夜子，作曲：朝倉紀幸，編曲：船山基紀                          |                                                           |
| 3rd  | 1992年6月3日   | 你的翅膀 ～沒問題的～ （君の翼 ～だいじょうぶだから～） | 1. - 作詞：三浦德子，作曲：羽田一郎，編曲：佐藤準 2. - 作詞：森本抄夜子，作曲：羽田一郎，編曲：水島康貴                            | - 退出CoCo單飛之後的首張單曲。                            |
| 4th  | 1992年10月21日 |                            | 1. - 作詞：三浦德子，作曲：中崎英也，編曲：上杉洋史 2. - 作詞：三浦德子，作曲：伊秩弘將，編曲：上杉洋史                            |                                                           |
| 5th  | 1993年2月19日  | I miss You                 | 1. I miss You - 作詞：高見澤俊彥、三浦德子，作曲：高見澤俊彥，編曲：武部聰志 2. - 作詞：森本抄夜子，作曲：羽田一郎，編曲：水島康貴 |                                                           |
| 6th  | 1993年6月18日  | 失戀咖啡（失恋カフェ）               | 1. - 作詞、作曲：高見澤俊彥，編曲：武部聰志 2. - 作詞：澤千尋，作曲：伊秩弘將，編曲：上杉洋史                                      |                                                           |
| 7th  | 1993年10月21日 | 秋                         | 1. 秋 - 作詞：高見澤俊彥、三浦德子，作曲：高見澤俊彥，編曲：中村哲 2. - 作詞：森本抄夜子，作曲：松本比呂，編曲：上杉洋史           |                                                           |

### 影像作品
均以VHS、LD發行。
| 影像名稱（日文原名）              | 發行日期                                | 備註 |
| --------------------------------- | --------------------------------------- | --- |
| 1ST. SOLO CONCERT                 | 1992年11月20日                          | 收錄：1992年8月20日，埼玉縣大宮Sonic City 1. 2. 3. 4. 5. 6. 7. 8. Crystal Eyes 9.                             |
| I. D.                             | 1993年1月21日（VHS） 1993年2月3日（LD） | 1. 2. 3. 4. 5.                                                                                                |
| LIVE TOUR ’93 ”After, I miss You” | 1993年7月7日（VHS） 1993年7月21日（LD） | 收錄：1993年4月25日，東京澀谷公會堂 等 1. I miss You 2. 3. Crystal Eyes 4. 5. 6. 7. 8. 9. 10. 11. 12. 13. 14. |

## 演出
CoCo時期演出節目請參閱「CoCo (組合)」。

### 真人電影
- SO WHAT（1988年，松竹）

### 電視節目
- 在愛的名義下（日语：愛という名のもとに）（1992年，富士電視台）—飾 藤木由美
- 逃亡者（日语：逃亡者 (1992年のテレビドラマ)） 第7話「水手服背後的真相…」（1992年，富士電視台）
- 華岡青洲之妻（日语：華岡青洲の妻）（1992年，富士電視台）—飾 雪乃
- 積木崩塌 崩壞（日语：積木くずし）（1994年，東京電視台）—飾 泉光

### 廣播節目
- 瀨能梓我的明亮之夜（文化放送）

## 寫真集
- 《予感》（1991年10月，WANI BOOK（日语：ワニブックス），攝影：山內順仁（日语：山内順仁））ISBN 4-8470-2218-1
- 《Liberty》（1992年11月10日，WANI BOOK，攝影：萩庭桂太（日语：萩庭桂太））ISBN 4-8470-2297-1
- 《LEGENDE》（2004年5月26日，WANI BOOK，攝影：山內順仁）ISBN 4-8470-2807-4

## 外部連結
- 瀨能梓 （页面存档备份，存于） （日語）—電視劇檔案資料庫（日语：テレビドラマデータベース）